# Смілодон
Смілодон (Smilodon) — викопний рід хижих ссавців з родини котових і підродини махайродових, відомий своїми великими зубами. Зазвичай говорячи про шаблезубих тигрів мають на увазі саме смілодонів. Етимологія: грец. σμίλη — «ножиці», грец. ὀδούς — «зуб». Викопні рештки смілодонів знайдені в Північній і Південній Америках.
Одним з найкраще вивчених представників смілодонів є північноамериканський смілодон (Smilodon caflifornicus). Вивчений він завдяки залишкам, що збереглися в асфальтовій масі, утвореній мінеральними смолами, змішаними з водою. Відомо понад 2 тисячі таких знахідок, що дозволяє добре вивчити цих тварин.

## Загальна реконструкція
Хоч «шаблезубим тиграм» в масовій культурі приписуються величезні розміри, але насправді смілодони були приблизно такі, як сучасні африканські леви, але мали дещо інші пропорції тіла та кінцівок. Задні лапи смілодона були легші та слабші, ніж у сучасних великих котів, а от передні, навпаки, помітно масивніші та сильніші. Масивнішими були також ребра і грудина. Тобто смілодони мали помітно масивнішу передню частину тіла, ніж сучасні пантери. Нижчі частини кінцівок були коротші порівняно з такими ж у печерного лева. За пропорціями кінцівок смілодон найбільше нагадував ягуара. Обидва ці види мають спільні риси в будові задніх кінцівок зі стопохідними хижаками. Відповідно, так само, як і ягуар, смілодон певно нападав на здобич із засідки, а не використовував стрімку погоню (як леви). Характерною рисою смілодонів був куций хвіст подібно до рисі.

## Череп

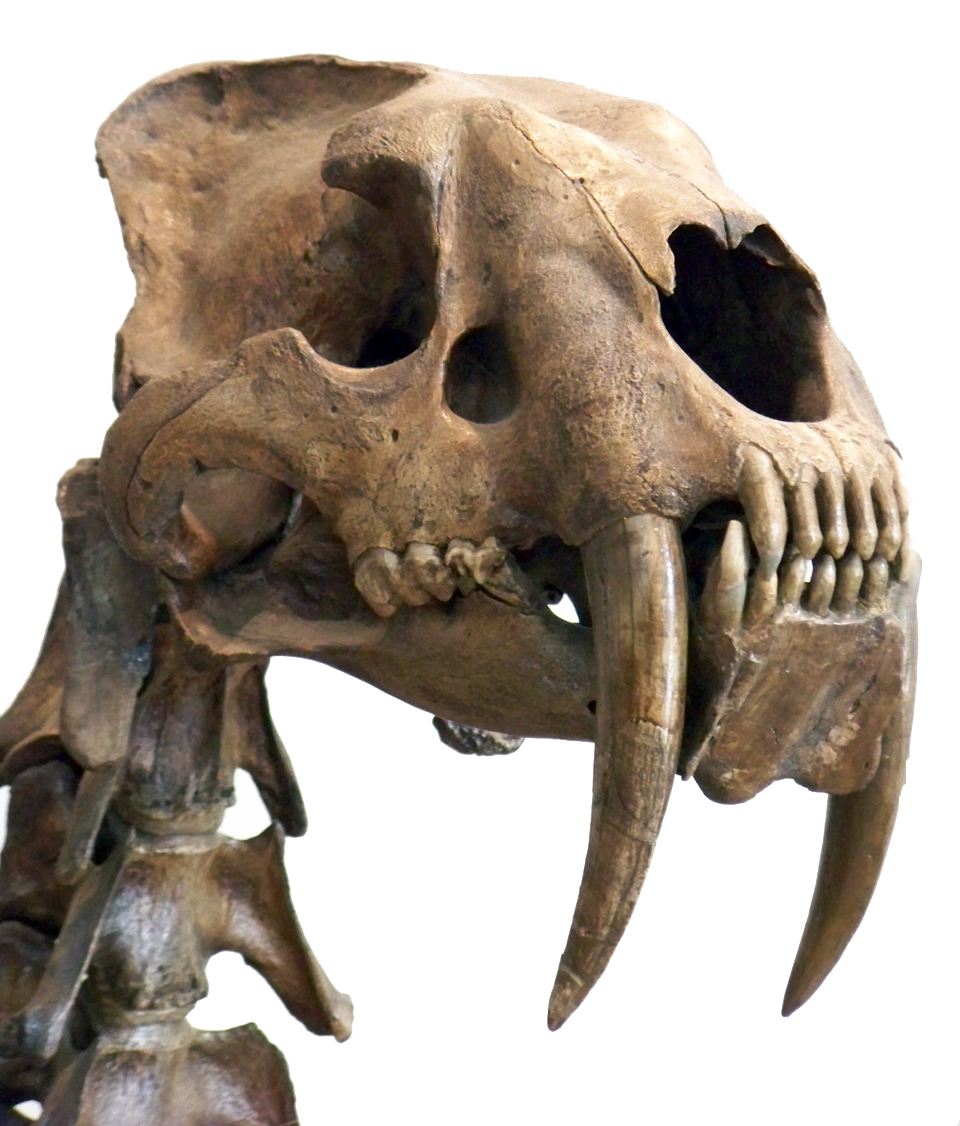
Череп смілодона з зубами

Відмінності між смілодонами і сучасними левами найяскравіше виражені в будові черепа та розташуванні зубів. Довго вважалося, що в смілодонів був маленький мозок, але зараз з'ясовано, що він лише трохи поступався розміром мозку інших великих котів. Череп помітно відрізняється через пристосування до дуже сильно розвинутих ікл верхньої щелепи. Носові отвори дещо відсунуті назад в порівнянні зі звичним для котів розташуванням. На твердому піднебінні розташований опуклий костистий гребінь уздовж усієї поверхні. Збільшеним є місце кріплення м'язів, які дозволяють опускати голову вниз. Елементи нижньої щелепи навпаки слабші, ніж у сучасних котів. Нижня щелепа могла відкриватися на значно більший кут, ніж в сучасних котів, проте, сила укусу була помітно меншою.

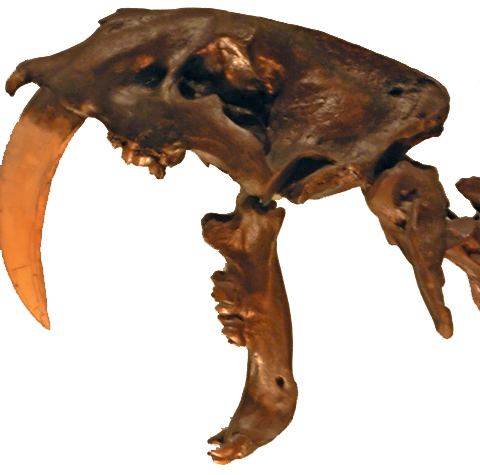
На цьому черепі добре видно усі зуби

## Зубна система
Зубний ряд смілодона вказує на його дещо незвичну спеціалізацію. У дорослих котів було лише по 26 зубів, тоді як в лева, наприклад, 30. Тобто, порівняно з сучасними котами, шаблезуб загубив передні премоляри на кожній стороні верхньої та нижньої щелеп. Верхні ікла були великими, кинжалоподібними, дуже видовженими та сплощеними. Саме за ці ікла тварини отримали свою назву — шаблезуби (Smilodon) та досягали майже 30 см в довжину (разом з коренем). Їхній передній та боковий краї були дещо зазубреними. Нижні ікла зменшені і нагадують нижні різці. Корінні зуби здавлені в попереку і добре пристосовані до різання. Атакуючи велику тварину, смілодон, ймовірно, шукав вразливі місця своєї жертви, хапав її могутніми лапами і швидко завдавав потужного удару верхніми іклами, залишаючи рвані рани. При такій атаці нижня щелепа відводилася назад, дозволяючи широко відкрити пащу. Могутня голова і потужна шийна мускулатура забезпечували сильний удар. Тобто смілодон не кусав жертву, а бив її іклами. Більшість сучасних хижаків завдають значну частину пошкоджень саме рухами голови після укусу, а не тільки ним самим, а в смілодонів, схоже, ця тактика була доведена до абсолюту.

## Спосіб життя

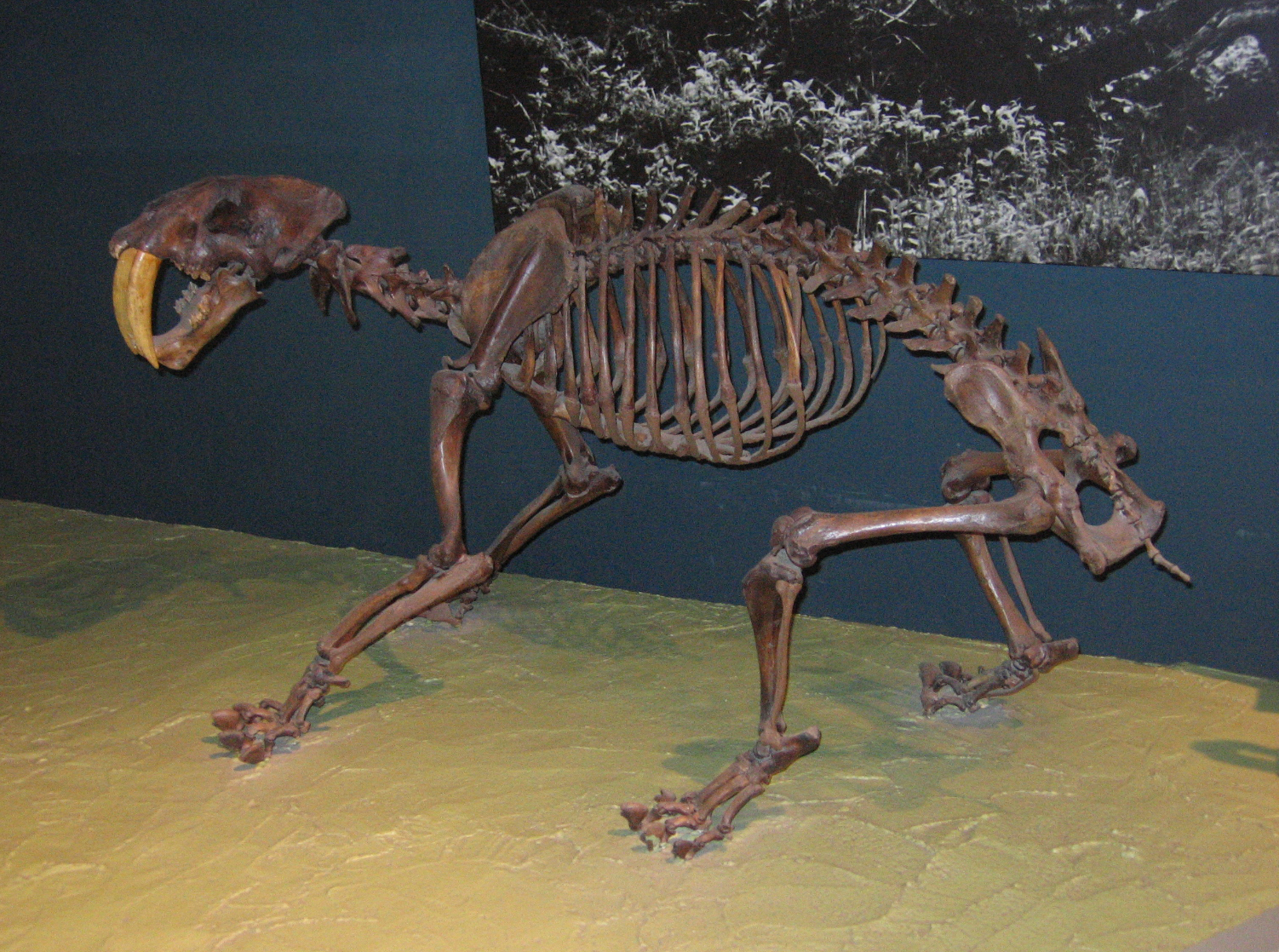
Скелет смілодона з зубами

Низьке розташування ніздрів, ймовірно, давало тварині можливість дихати у випадку, коли голова була занурена в плоть жертви. Сильні рифлені ясна, які покривали край твердого піднебіння, могли служити для стоку крові, але ймовірніше укріплювали череп від навантажень під час боротьби. Смілодон найімовірніше атакував живіт чи горло жертв, бо його довгі та тонкі ікла не витримали б зіткнення з кістками під час боротьби. Порівняння зносу зубів смілодонів з іншими хижаками дозволяють зробити висновок, що вони рідко їли кістки, хоч іноді споживали падло.
За залишками смілодонів можна зробити висновки про те, які саме травми вони зазвичай отримували. Найчастіше смілодони мали травми в області шиї, грудей та попереку, очевидно отримані на полюванні. В багатьох тварин є сліди загоєних ран, які на довгий час робили неможливим полювання, що інтерпретують як доказ соціальності смілодонів. Особливо добре це помітно на черепах тих тварин, які зламали одне чи навіть обидва ікла. Ці ікла мають стерті, рівні, зношені краї, що свідчить про їх тривале використання після травми. Корінні зуби таких котів також помітно більш зношені — тобто після втрати ікл тваринам доводилося більше їх використовувати. Але дуже цікавим є той факт, що статистика (а знахідок смілодонів достатньо для кількісного аналізу) свідчить, що ікла смілодонів ламалися рідше, ніж в сучасних пантерових. Це свідчить про абсолютно іншу тактику полювання, ніж у сучасних великих кішок, які, маючи міцніші зуби, одночасно використовують небезпечнішу для них тактику.